# Crnac (Virovitica-Podravina)
Pour les articles homonymes, voir Crnac.
Crnac est un village et une municipalité située dans le comitat de Virovitica-Podravina, en Croatie. Au recensement de 2001, la municipalité comptait 1 772 habitants, dont 89,39 % de Croates et 8,69 % de Serbes et le village seul comptait 668 habitants.

## Localités
La municipalité de Crnac compte 10 localités :
| - Breštanovci - Crnac - Krivaja Pustara - Mali Rastovac - Milanovac | - Novo Petrovo Polje - Staro Petrovo Polje - Suha Mlaka - Veliki Rastovac - Žabnjača |